# Meena Kumari
Meena Kumari (Hindi मीना कुमारी Mīnā Kumārī; * 1. August 1933 in Bombay; † 31. März 1972 ebenda; bürgerlicher Name: Mahjabeen Bano) war eine indische Filmschauspielerin. Sie gilt als die "Königin der Tragödie" von Bollywood.
Sie war die Tochter des Theaterschauspielers Ali Bux und der bengalischen Tänzerin Iqbal Begum. Ihre erste Filmrolle hatte sie als Kind unter dem Namen Baby Meena 1939. Sie spielte zunächst in mythologischen Filmen, bevor sie 1952 als romantisch-tragische Heldin in Baiju Bawra die Rolle ihres Lebens und ihren ersten Filmfare Award bekam. Ihre Filmauftritte als leidende Frau sind für indische Verhältnisse weniger zahlreich als prägnant. Kumari kultivierte dieses Image bewusst. In ihrer größten darstellerischen Leistung in Sahib Bibi Aur Ghulam spielte sie neben Waheeda Rehman und Guru Dutt eine deprimierte Frau mit Alkoholproblemen, die unter Aufgabe ihres Selbst versucht, ihren abtrünnigen Ehemann zurückzugewinnen. Mitte der 1960er Jahre war Kumari selbst stark alkoholkrank. Ihr letzter Film Pakeezah (1971) wurde nach ihrem Tod zu einem Klassiker.
Meena Kumari ist vierfache Preisträgerin des Filmfare Awards für die Beste Hauptdarstellerin. Sie starb Ende März 1972 im Alter von 38 Jahren an Leberzirrhose.